# Mistrovství světa cestovních vozů 2017
2017 World Touring Car Championship (česky mistrovství světa cestovních vozů 2017) je 14. sezonou WTCC. Je také první sezonou po odchodu továrních týmů Lada Sport a Citroën Sport v roce 2016.

## Týmy a jezdci
| Tovární týmy kategorie TC1      | Tovární týmy kategorie TC1 | Tovární týmy kategorie TC1 | Tovární týmy kategorie TC1 | Tovární týmy kategorie TC1 |
| Tým                             | Vůz                        | Č.                         | Jezdci                     | Závody                     |
| ------------------------------- | -------------------------- | -------------------------- | -------------------------- | -------------------------- |
| Honda Racing Team JAS           | Honda Civic WTCC           | 5                          | Norbert Michelisz          | 1–5                        |
| Honda Racing Team JAS           | Honda Civic WTCC           | 18                         | Tiago Monteiro             | 1–5                        |
| Honda Racing Team JAS           | Honda Civic WTCC           | 34                         | Ryo Michigami              | 1–5                        |
| Polestar Cyan Racing            | Volvo S60 Polestar TC1     | 61                         | Néstor Girolami            | 1–5                        |
| Polestar Cyan Racing            | Volvo S60 Polestar TC1     | 62                         | Thed Björk                 | 1–5                        |
| Polestar Cyan Racing            | Volvo S60 Polestar TC1     | 63                         | Nick Catsburg              | 1–5                        |
| Soukromníci TC1                 |                            |                            |                            |                            |
| Tým                             | Vůz                        | Č.                         | Jezdci                     | Závody                     |
| Sébastien Loeb Racing           | Citroën C-Elysée WTCC      | 3                          | Tom Chilton                | 1–5                        |
| Sébastien Loeb Racing           | Citroën C-Elysée WTCC      | 25                         | Mehdi Bennani              | 1–5                        |
| Sébastien Loeb Racing           | Citroën C-Elysée WTCC      | 27                         | John Filippi               | 1–5                        |
| Zengő Motorsport                | Honda Civic WTCC           | 8                          | Aurélien Panis             | 1–5                        |
| Zengő Motorsport                | Honda Civic WTCC           | 99                         | Dániel Nagy                | 1–5                        |
| ROAL Motorsport                 | Chevrolet RML Cruze TC1    | 9                          | Tom Coronel                | 1–5                        |
| ALL-INKL.COM Münnich Motorsport | Citroën C-Elysée WTCC      | 12                         | Robert Huff                | 1–5                        |
| RC Motorsport                   | Lada Vesta WTCC            | 22                         | Manuel Fernandes           | 5                          |
| RC Motorsport                   | Lada Vesta WTCC            | 24                         | Kevin Gleason              | 2–5                        |
| RC Motorsport                   | Lada Vesta WTCC            | 68                         | Yann Ehrlacher             | 1–5                        |
| Campos Racing                   | Chevrolet RML Cruze TC1    | 86                         | Esteban Guerrieri          | 1–5                        |

## Kalendář
| P. | Závod | Jméno závodu               | Okruh                                             | Datum         | Další závody              |
| -- | ----- | -------------------------- | ------------------------------------------------- | ------------- | ------------------------- |
| 1  | 1     | AFRIQUIA Race of Morocco   | Circuit International Automobile Moulay El Hassan | 9. dubna      | samostatný závod          |
| 1  | 2     | AFRIQUIA Race of Morocco   | Circuit International Automobile Moulay El Hassan | 9. dubna      | samostatný závod          |
| 2  | 3     | OSCARO Race of Italy       | Autodromo Nazionale Monza, Monza                  | 30. dubna     | ETCC                      |
| 2  | 4     | OSCARO Race of Italy       | Autodromo Nazionale Monza, Monza                  | 30. dubna     | ETCC                      |
| 3  | 5     | JVCKENWOOD Race of Hungary | Hungaroring                                       | 14. května    | ETCC                      |
| 3  | 6     | JVCKENWOOD Race of Hungary | Hungaroring                                       | 14. května    | ETCC                      |
| 4  | 7     | Race of Germany            | Nürburgring Nordschleife                          | 27. května    | ETCC Nürburgring 24 Hours |
| 4  | 8     | Race of Germany            | Nürburgring Nordschleife                          | 27. května    | ETCC Nürburgring 24 Hours |
| 5  | 9     | Race of Portugal           | Circuito Internacional de Vila Real               | 25. června    | ETCC                      |
| 5  | 10    | Race of Portugal           | Circuito Internacional de Vila Real               | 25. června    | ETCC                      |
| 6  | 11    | Race of Argentina          | Autódromo Termas de Río Hondo                     | 16. července  | samostatný závod          |
| 6  | 12    | Race of Argentina          | Autódromo Termas de Río Hondo                     | 16. července  | samostatný závod          |
| 7  | 13    | Race of China              | Ningbo International Circuit                      | 15. října     | samostatný závod          |
| 7  | 14    | Race of China              | Ningbo International Circuit                      | 15. října     | samostatný závod          |
| 8  | 15    | JVC KENWOOD Race of Japan  | Twin Ring Motegi                                  | 29. října     | samostatný závod          |
| 8  | 16    | JVC KENWOOD Race of Japan  | Twin Ring Motegi                                  | 29. října     | samostatný závod          |
| 9  | 17    | JVC KENWOOD Race of Macau  | Guia Circuit, Macau                               | 19. listopadu | TCR China Series          |
| 9  | 18    | JVC KENWOOD Race of Macau  | Guia Circuit, Macau                               | 19. listopadu | TCR China Series          |
| 10 | 19    | Race of Qatar              | Losail International Circuit                      | 1. prosince   | samostatný závod          |
| 10 | 20    | Race of Qatar              | Losail International Circuit                      | 1. prosince   | samostatný závod          |